# Pedicularis gracilicaulis
Pedicularis gracilicaulis är en snyltrotsväxtart som beskrevs av Hui Lin Li. Pedicularis gracilicaulis ingår i släktet spiror, och familjen snyltrotsväxter. Inga underarter finns listade i Catalogue of Life.